# The Deadly Tower of Monsters
The Deadly Tower of Monsters est un jeu vidéo de type shoot 'em up développé par ACE Team et édité par Atlus, sorti en 2016 sur Windows et PlayStation 4.

## Accueil
- Destructoid : 8/10[1]